# Dioscoride
Pour les articles homonymes, voir Dioscoride (homonymie).
De materia medica
Pedanius Dioscoride (en grec ancien : Πεδάνιος Διοσκουρίδης Pedánios Dioskourídēs), est né entre les années 20 et 40 ap. J.-C., à Anazarbe en Cilicie (une province romaine située au sud-est de l'actuelle Turquie) et mort vers 90 ap. J.-C et est un médecin, pharmacologue et botaniste grec. Son œuvre a été une source de connaissances majeures en matière de remèdes de nature végétale, animale ou minérale durant les 1 500 ans que couvrent les époques de l'Empire romain, de l'Empire byzantin, de la période arabe classique et du Moyen Âge au début de l'époque moderne en Europe.
Il est l'auteur du traité Περὶ ὕλης ἰατρικῆς, Peri hulês iatrikês, « À propos de la matière médicale », œuvre rédigée en grec ancien mais plus connue sous le nom latin de De materia medica.

## Biographie

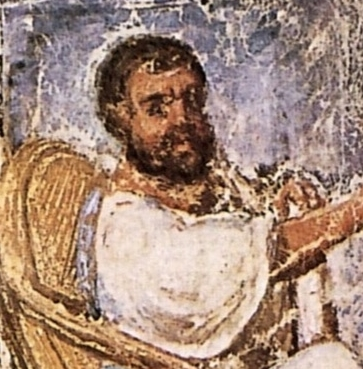
Portrait miniature tiré d'un codex de l'université de Graz (Codex medicus Græcus 1).

Nous possédons peu d'éléments sur la vie de Dioscoride.

D'après les écrits du médecin grec Galien du IIe siècle, Dioscoride serait né à Anazarbe, dans la province romaine de Cilicie, en Anatolie méridionale, non loin de Tarse, une ville prospère et rivale d'Anazarbe. On ignore aussi bien sa date de naissance que celle de sa mort. En comparant les passages parallèles de l’Histoire naturelle de Pline l'Ancien et du De materia medica de Dioscoride, John Scarborough en conclut que ce dernier devrait être né à l'époque du règne de Tibère (14-37) ou de Caligula (37-41). Plus précis, Alain Touwaide avance l'année 25 de notre ère.
Pline, son contemporain, a consacré deux livres (les XXVI et XXVII) de son Histoire naturelle aux plantes médicinales. Tous les deux ont dû rédiger leurs ouvrages sur les remèdes naturels durant à peu près la même période mais sans se connaître, car sans jamais citer leurs travaux respectifs. Dioscoride dédie son travail à Areius, un enseignant respecté de Tarse qui l'a encouragé dans son travail. Mais on ne sait pas s'il fut son élève et quelle formation médicale il a reçue. Toutefois, Marie Cronier pense que Areius fut probablement son maître. Il pourrait avoir fait ses études médicales à Tarse ou, pour certains spécialistes, à Pergame et Alexandrie.
Dioscoride indique dans sa préface que depuis son enfance, il a toujours manifesté le plus vif intérêt pour la matière médicale et, dit-il en s'adressant à Areius, « j'ai parcouru beaucoup de territoires — parce que vous savez que j'ai mené une vie militaire — pour collecter, avec vos encouragements, la matière de cinq livres ». Faut-il en conclure qu'il fut un médecin militaire comme on l'a souvent affirmé ? Rien n'est moins sûr pour les historiens contemporains. Il se pourrait que l'allusion à sa « vie militaire » ne soit qu'un moyen rhétorique pour indiquer la vie rude du voyageur qui allait par monts et par vaux pour recueillir les savoirs médicinaux. Peut-être vivait-il en exerçant la médecine, suivant le modèle d'Hippocrate qui soignait les patients en allant de ville en ville, tout en approfondissant ses connaissances médicales. Peut-être aussi, a-t-il parcouru la campagne pour récolter les plantes médicinales, les préparer et les vendre. Ces deux activités étaient connues dans l'Antiquité sous les noms de rhizotomos, ῥιζοτόμος « coupeur de racine » (ramasseur de plantes, herboriste) et de pharmakopôlês φαρμακοπώλης, « vendeur de drogues ». Le rhizotomos se charge de la cueillette des plantes qu'il remet au pharmacopolès qui a la responsabilité de la composition des remèdes et de la vente.
Pour écrire son ouvrage sur la matière médicale Περί ὕλης ἰατρικής (Peri hulês iatrikês) il a dû bénéficier des travaux effectués par divers auteurs l'ayant précédé. Mais pour la plupart, ces textes ne nous sont pas parvenus. En comparant le contenu de l’œuvre avec celle de son contemporain Pline l'Ancien, Histoire naturelle, sur le même sujet, Marie Cronier estime que la rédaction a dû se faire dans le troisième quart du Ier siècle.

## Histoire des matières médicales
En Europe
Considéré comme un manuel de référence dans le domaine de la pharmacologie européenne et musulmane, De materia medica fut conservé et se propagea tout au long de l'Antiquité et du Moyen Âge, par des copies du texte grec sur papyrus, parchemin et papier et à travers ses traductions en latin, syriaque, arabe, persan et langues européennes.
Jusqu'au début du XVIe siècle, l'ouvrage fut abondamment recopié (et plus ou moins remanié) et l'objet de quelques exégèses, sans qu'il soit porteur d'un progrès notable dans l'analyse botanique ou thérapeutique,. Le tournant s'opère à l'époque de la Renaissance, où les riches commentaires du médecin Mattioli apportent une contribution nouvelle à la matière médicale et en annoncent d'autres tant dans les prescriptions médicales qu'en botanique, comme ce fut le cas des études de terrain précises faites aux siècles suivants, par les botanistes Joseph Pitton de Tournefort et John Sibthorp. À la même époque, Charles Plumier nomma le genre Dioscorea en son honneur.
Par la suite, le texte de Dioscoride cessa peu à peu d'être l'ouvrage de référence de la matière médicale. Quand les développements des sciences biologiques et de la chimie ouvrirent un nouveau paradigme de l'évaluation des remèdes, l'objet de la recherche passa de la matière médicale aux principes actifs, de l'écorce de quinquina à la quinine, du pavot à la morphine, etc. Les plantes médicinales laissèrent progressivement la place à des remèdes chimiques aux doses parfaitement contrôlées et le nom de Dioscoride fut largement oublié. Les chercheurs ne visèrent plus à s'inscrire dans des lignées les plus longues possibles, mais ambitionnèrent de se positionner à la tête d'une marche en avant de la connaissance.
En Asie
Plusieurs des grandes traditions médicales apparues dans l'Antiquité ont produit concurremment, aux alentours du Ier siècle, des ouvrages fondateurs de leur matière médicale respectives (le Shennong bencao jing en Chine, et le Charaka Samhita en Inde). Cependant, les médecines traditionnelles chinoise ou indienne ont offert une évolution contrastée avec la médecine européenne. Au contact de la médecine moderne, elles se sont rationalisées et se sont débarrassées des notions magiques et religieuses, les plus difficilement acceptables de nos jours. Mais alors qu'elles n'ont pas effectué de ruptures épistémologiques avec les principaux concepts des anciennes médecines savantes, non seulement elles n'ont pas été laminées par la biochimie comme l'a été la médecine gréco-latine, mais elles ont continué à être exercées et même à essaimer dans de nombreuses régions du monde.
En ce qui concerne les anciennes matières médicales, qu'elles soient d'origine chinoise ou indienne, l'analyse chimique et les évaluations cliniques modernes aboutissent immanquablement à des travaux de pharmacognosie, identiques à ceux effectués partout dans le monde (voir par exemple l'ouvrage Pharmacognosie de Jean Bruneton, à valeur totalement universelle, traitant de toutes les plantes médicinales quelle que soit leur origine).

## Cadre historique

### Rome et l'Asie grecque de Dioscoride

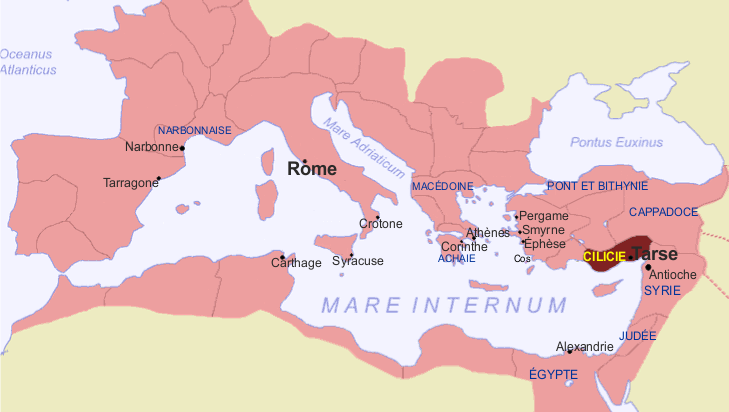
Empire romain à la fin du Ier siècle
La Cilicie, la patrie de Dioscoride, se trouve à la périphérie orientale de l'empire.

#### Romanisation et hellénisation
Au IIe siècle av. J.-C., les Romains affermissent progressivement leur présence en Grèce, jusqu’à ce que finalement, en 146, un consul romain prenne d'assaut Corinthe et fasse de la péninsule un protectorat romain. La Cilicie, la région natale de Dioscoride, est une région côtière dans le sud-est de l'Asie mineure (Anatolie) qui, après avoir été sous la domination de la Syrie des Séleucides, fut intégrée à l'Empire romain par Pompée. Aux environs de 27 après J.-C., sous l'empereur Tibère, après son rattachement à la province romaine de Syrie, elle a dû subir une assimilation culturelle accélérée. Dioscoride dut fréquenter le milieu du pouvoir romain local. L'Asie grecque, soustraite à la zone d'influence des Séleucides, possède des écoles de médecine à Pergame, Smyrne, Éphèse ou dans l'île de Cos, berceau de la médecine hippocratique, qui vont pouvoir prospérer sans subir le moindre dommage de la part des généraux romains victorieux.
Les vastes conquêtes romaines se sont traduites par des phénomènes d’acculturations contrastés : d'un côté une forte emprise du latin et du droit romain en Occident alors que de l'autre, en Orient, une emprise qui reste marginale. Schématiquement, la plupart des régions européennes conquises sont romanisées alors que dans la Grande Grèce, ce sont les conquérants romains qui s'hellénisent au contact des Grecs. Selon le vers célèbre d'Horace, « la Grèce conquise conquit son farouche vainqueur et apporta ses arts au Latium... » (Épîtres, II, 1, 156). Par paliers, Rome va assimiler l'hellénisme culturel non sans susciter la réaction de quelques « vieux Romains » pour défendre l'identité culturelle romaine.
Longtemps, les élites romaines manifestèrent des réactions d'attraction-répulsion vis-à-vis de la pensée spéculative grecque. Au IIe siècle av. J.-C., plusieurs décrets entraînèrent l'expulsion de trois philosophes grecs qu’Athènes avait envoyés au Sénat romain en 155 avant J.-C. Ils effrayèrent à ce point Caton qu'il les fit chasser au plus vite. L. Mummius qui avait brutalement mis à sac Corinthe, la métropole de l'art, fait par ailleurs envoyer à Rome les chefs-d’œuvre de la statuaire et de la peinture et joint au butin des esclaves instruits, des pédagogues et des médecins.

#### La médecine dupaterfamiliasrésiste à l'hippocratisme grec
À Rome, traditionnellement, les soins de la maisonnée relevaient du paterfamilias et reposaient sur les vertus du chou, souverain sous toutes ses formes contre la goutte, la mélancolie, les palpitations et sur quelques incantations contre les cas de luxations et de fractures, le reste n'étant que mensonges des Grecs. Le peuple romain n'a jamais attribué à l'art médical une très grande dignité. Le peu d'estime pour ceux qui exerçaient cette activité a fait que pendant longtemps, quelques grandes familles possédaient un médecin-esclave pour leur usage privé.
Pline l'Ancien, qui n'était pas médecin mais un encyclopédiste romain contemporain de Dioscoride, consacre plusieurs livres de sa monumentale Histoire naturelle à la médecine. Il commence son livre XXIX en affirmant qu'il est le premier à traiter dans la langue latine de l'art médical. Il se livre ensuite à un réquisitoire impitoyable contre les médecins grecs. Il rapporte ces paroles de Caton dans ses préceptes à l'intention du fils :

« Je te parlerai de ces maudits Grecs... Je te démontrerai que c'est une race vile entre toute et rebelle, et crois bien que c'est parole d'oracle que de dire : quand cette vilaine nation apportera sa littérature, elle corrompra tout, et encore davantage si elle envoie ses médecins. Ils se sont juré entre eux de tuer tous les Barbares au moyen de la médecine, et ils se font encore payer pour cela, afin de gagner leur confiance et de les anéantir facilement. »

 Ces préjugés anti-médicaux découlent du fait que les premiers professionnels de la médecine n'étaient pas des Romains authentiques, qu'ils jargonnaient dans une langue incompréhensible, qu'on les disait avides car ils faisaient payer des services qui jusque-là n'étaient pas rétribués,. La médecine est jugée comme un art étranger, suscitant une opposition surtout morale et patriotique du peuple romain.

### Les prédécesseurs de Dioscoride

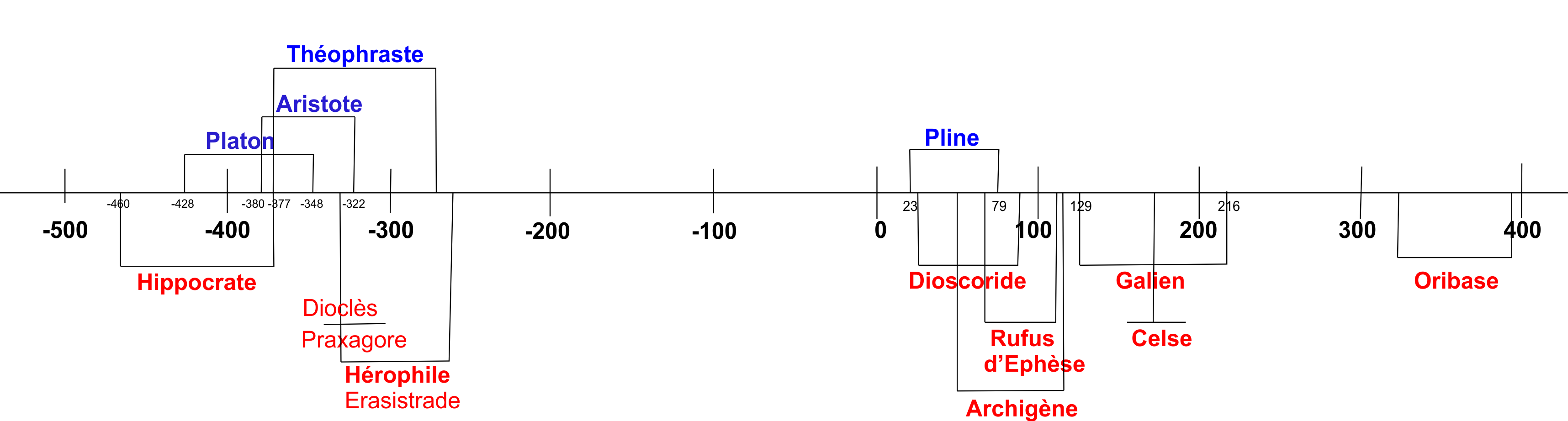
Chronologie

Pour se soigner, les anciens Grecs pouvaient recourir à la médecine coutumière des guérisseurs ou essayer les secours de la médecine religieuse qui s'exerçait dans les sanctuaires d'Apollon puis d'Asclépios (comme à Épidaure). À côté de ces pratiques, se développent dès le VIe siècle av. J.-C., des centres médicaux où s'élabore une médecine fondée sur l'observation et l'analyse rationnelle. C'est le cas à Crotone en Italie du Sud ou dans l'île de Cos, célèbre du fait de l'enseignement d'Hippocrate.
La tradition médicale européenne prend sa source dans le Corpus hippocratique, qui rejette toute intervention divine dans les maladies et prône l'observation des symptômes afin d'établir un pronostic. Les maladies ont des causes naturelles et doivent être traitées rationnellement sans recours aux prières, charmes et opérations magiques.
Les remèdes, en grec ancien pharmaka, agissent à l'inverse des processus pathologiques identifiés en fonction de leur qualité propre. Le Corpus hippocratique recense pas moins de 300 plantes différentes pour traiter de nombreuses affections.
Théophraste, inspiré par la démarche d'Aristote qui préférait l'observation directe du monde à la réflexion philosophique a priori, offre avec son ouvrage Recherches sur les plantes, une description méthodique des végétaux en se basant sur leur morphologie et leur habitat. Il fonde ainsi une science botanique autonome de la médecine. Ce travail pionnier restera sans équivalent pendant des siècles, partout dans le monde. Car ailleurs la botanique deviendra, pendant cette très longue période, synonyme d'étude des plantes médicinales. Ce n'est qu'en Italie, au XVIe siècle, que ces travaux de botanique théorique seront repris par Luca Ghini et Ulisse Aldrovandi (Amigues, 2010).
Le livre IX de Recherches sur les plantes conçu indépendamment du corps de l'ouvrage et intitulé Les vertus des simples, traite des substances végétales aromatiques et des plantes médicinales. C'est le premier ouvrage européen sur les plantes médicinales intégralement conservé. Il rapporte les croyances des rhizotomos, les « coupeurs de racines », qui combinent des observations précises avec des pratiques magiques. Dans une autre section, il donne le nom et la description de nombreuses espèces de plantes médicinales, associée avec la méthode de récolte et de préparation, les indications médicales et le mode d'administration. Dioscoride cite trois fois cet ouvrage.
Durant les quatre siècles qui séparent Théophraste de Dioscoride. De nombreux auteurs ont écrit sur la médecine par les plantes. Dioscoride mentionne dans la préface de son ouvrage plusieurs de ces auteurs. Certains étaient aussi connus de Pline. Un des plus anciens, datant du IVe siècle av. J.-C., est Dioclès de Karystos qui a donné des descriptions de plantes, accompagnées de l'indication de leurs propriétés médicinales. Un autre, Mantias (IIIe siècle av. J.-C.), vanté par Galien, est l’auteur d'un ouvrage contenant de nombreux remèdes à base de plantes. Ducourthial cite ainsi toute une suite d'auteurs ayant pu influencer Dioscoride.

## L’œuvre

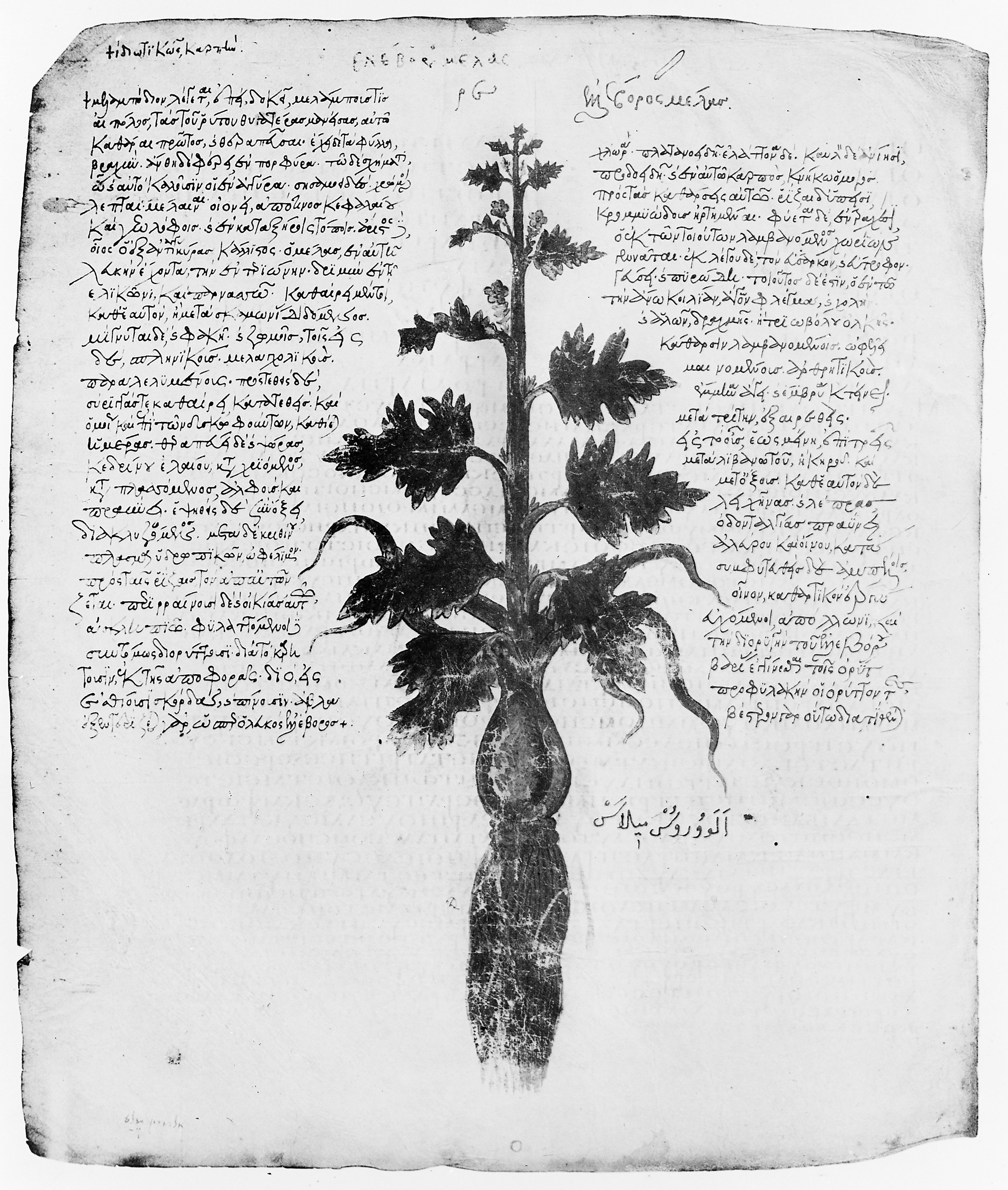
Le Dioscoride de Vienne ou codex Anicia Juliana est un des plus anciens manuscrits grecs du traité Peri hulês iatrikês.

### Le contenu de l’œuvre
Le Traité de matière médicale décrit l'utilisation médicale de plus de 800 substances, dont une grosse majorité sont des végétaux, le reste des animaux et des minéraux. Chaque matière médicale est décrite dans une notice, donnant méthodiquement les informations permettant de la reconnaître et d'en appréhender les propriétés. Ainsi, sont donnés le nom populaire de chaque espèce de plante, lorsque c'est possible la distribution géographique, une description brève de la partie utilisée, puis le procédé de récolte, de préparation et d'administration. Les indications thérapeutiques sont ensuite présentées ainsi que la posologie.
La materia medica est importante pour la connaissance des plantes et des remèdes utilisés par les Grecs, les Romains, et les autres cultures de l'Asie mineure, Syrie, Judée, Égypte et Arabie. L'Égypte est citée comme lieu de provenance ou de transit d'au moins 40 substances. Ces travaux nous ont également transmis les noms de certaines plantes de Dacie et de Thrace qui, autrement, auraient été perdus.

### Méthode d'analyse
Dans De materia medica, Dioscoride après avoir recueilli les principales connaissances de son temps sur les simples, les classe et les analyse en s'appuyant sur son expérience personnelle de rhizotomos et de médecin. C'est du moins ce que laisse entendre sa préface, dans laquelle il reproche aux sources de son temps d'être incomplètes, de jacasser sur les causes, de dépendre de connaissances purement livresques et de ne pas avoir une expérience des remèdes, ou même de les confondre. Il préfère l'observation directe à la répétition de ouï-dire et critique les ouvrages de ses prédécesseurs à l'exception toutefois de ceux de Cratevas. Il affirme avoir pu faire des observations personnelles sur la plupart des drogues et pouvoir les arranger « suivant les propriétés naturelles de chacune d'elles ».
Dioscoride utilise une extension de la théorie de Dioclès du mode d'action des remèdes, (en grec, pharmaka), par des propriétés (en grec, δυνάμεις, dynameis), pour justifier les vertus médicinales des drogues. Toute substance possédant des propriétés spécifiques est capable de traiter les maladies. Ces propriétés propres vont par paires antagonistes, par exemple thermantikos « échauffant » / psyktikos « refroidissant », stryptikos « astringent » / lytikos « relâchant », ramollissant / durcissant, provoquant des flatulences / supprimant les flatulences, etc. (Beck, 2011). Elles peuvent aussi être uniques : escarotiques (caustiques), adhésives, détersives (lavantes), diurétiques, etc.
L'œuvre est avant tout un ouvrage de pharmacologie. Dioscoride fournit aussi quelques informations sur la taille, la forme des racines, l'aspect des fleurs, des feuilles et des fruits, ainsi que les particularités de leur habitat. Mais elles sont un peu légères pour identifier sûrement la plante. Toutefois de nombreuses versions historiques de l’œuvre sont pourvues d'illustrations de plantes, pour faciliter l'identification. Dioscoride concentre son intérêt sur la matière médicale qu'il décrit précisément, dans un style simple, dans une langue grecque que Scarborough (un traducteur du De materia medica en 1982) qualifie de « limpide et cristalline ». Il se tient à distance de la pensée magique et des croyances naïves ; les rares fois où il les rapporte, il les introduit par « on dit…, certains croient… ».

### Structure du manuscrit grec originel
On ne connaît pas exactement la structure originelle du texte grec du Peri hulès iatrikês. Max Wellmann (de) s'est efforcé de la reconstituer entre 1906 et 1914. L'édition critique qu'il a donnée, sans traduction et avec des notes en latin, s'est imposée jusqu'à l'époque actuelle. Marie Cronier et Pascal Luccioni s'emploient à relever à nouveau le défi et préparent une nouvelle édition avec traduction en français.
L’œuvre nous a été transmise sous un nombre considérable de versions extrêmement différentes. Certaines ont plus de 800 notices, d'autres à peine une centaine. Quelques-unes s'organisent en un seul livre (comme l'herbier alphabétique), d'autres en 5 livres ou bien 6, voire 7 ou 9. Certaines sont illustrées, d'autres pas.
Le texte grec de Dioscoride, reconstruit par Wellmann, est divisé en cinq livres d'égale longueur. Cette division par matière pourrait aussi avoir été imposée par la longueur des rouleaux de papyrus qui étaient le support d'écriture utilisé à l'époque de sa confection. Quoi qu'il en soit, dans chaque groupe, les substances sont ordonnées par ordre d'activité.
L'ouvrage (dans la traduction de Beck de la restitution de Wellmann) est fait de 827 fiches descriptives de substances naturelles (simples ou composées) avec leurs propriétés thérapeutiques. Si l'on exclut les 71 vins aromatisés de diverses substances par ailleurs décrites au livre V, il reste 756 substances médicinales de base. Parmi celles-ci, on compte 583 plantes (soit 77,1 %), 84 animaux ou productions animales (11,1 %) et 89 minéraux et substances inorganiques (soit 11,8 %).
L'ouvrage regroupe les substances de propriétés similaires, ce qui facilite la mémorisation et permet au médecin de trouver des substituts facilement. Il est divisé en cinq livres.
La plupart des plantes (ou des classes de plantes) étudiées par Dioscoride se retrouvent dans les pharmacognosies modernes (comme celle de Bruneton), par contre les matières animales et minérales en ont disparu.
Le succès exceptionnel de ce travail au cours de tant de siècles tient pour Cronier :
1. au caractère encyclopédique de l'œuvre ;
2. au rationalisme marqué de l'analyse.

Le manuel de Dioscoride étant devenu une référence incontournable au cours des siècles, d'Orient en Occident, la dénomination des plantes qu’il adopta fixa une nomenclature standard, une norme à laquelle se référer face à la multiplicité des langues parlées autour du bassin méditerranéen par les rhizotomos « coupeurs de racines ». Puis à partir de la Renaissance, à l’époque où commença à s’établir une véritable science botanique, les traductions latines des noms de plantes de Dioscoride servirent à la création lexicale de la nomenclature botanique moderne.

### Les groupements par affinité
Les matières médicales végétales, animales et minérales de Peri hulès iatrikês en cinq chapitres, ne sont pas classées par ordre alphabétique. Comment va alors procéder le médecin qui cherche la fiche traitant d’une certaine plante, disons le panicaut champêtre (un chardon) dont il utilise la racine. Par la pratique régulière de l’ouvrage, il se souviendra que le livre I contient les huiles, les onguents, etc. que le livre II traite des substances animales et des céréales etc. et le livre III des racines, etc. Maintenant, il se reporte au livre III et se trouve devant 21 fiches traitant des racines, doit-il toutes les parcourir pour trouver sa plante ?
John Riddle a montré qu’au-delà de ces grandes catégories de matières, il existe un principe de regroupement par affinité. Un remède particulier n’a pas en général un mais tout un ensemble d’effets complexes sur le corps. Dioscoride fait se succéder ses fiches traitant de substances manifestant des affinités thérapeutiques.
Il peut s’agir d’une indication commune. On trouve ainsi des séries de remèdes caractérisées par un effet principal : les fiches IV 40, 42, 43 et 45 sur le foie d’âne, le sabot d’âne, les châtaignes [callosités sur les pattes] de chevaux, le jus de foie de chèvre ont toutes pour seule propriété d’être bonnes pour l’épilepsie.
Le poivre et le gingembre sont traités dans deux fiches successives (II 159, 160). Les deux ont des propriétés chauffantes et digestives et sont opposées à ce qui obscurcit les paupières. Ils ont aussi des propriétés propres : le poivre est diurétique, sudorifique, aide les problèmes pulmonaires, les maux de gorge, toux et il prévient les fièvres périodiques. Alors que le gingembre est un émollient.
Comment ne pas remarquer aussi la série de plantes de la famille des Solanaceae : jusquiame (IV, 68), morelle noire (IV, 70), coqueret alkékenge (IV,71), ashwaganda Withania somnifera (IV, 72) , stramonium, Datura officinal (IV,73), mandragore (IV, 75). Pour quelqu’un qui ne connaît pas les plantes, l’aspect extérieur de ces plantes peut paraître assez différent bien qu’elles appartiennent à la même famille. Mais les ouvrages de pharmacognosie modernes, comme celui de Jean Bruneton, les regroupent dans un chapitre sur les Solanaceae officinales à alcaloïdes tropaniques.
Il existe aussi des cas où des regroupements effectués par les médecins hippocratiques n’apparaissent pas dans l’édition de Max Wellmann. C’est le cas des deux ellébores : l’ellébore blanc (elleboros leukos) traité en IV, 148 et l’ellébore noir (elleboros ho melas) traité en IV 162, qui ont toujours été associés, voire confondus aux Ve – IVe siècles av. J.-C. puis liés de manière plus lâche durant les siècles suivants (comme on peut les suivre dans l’histoire de l’ellébore médicinal). L’ellébore blanc est le Veratrum album L., le vératre blanc, de la famille des Melanthiaceae (anciennement des Liliaceae) et l’ellébore noir est l’Helleborus cyclophyllus (A. Braun) Boiss. de la famille des Ranunculaceae. Les parties aériennes sont très différentes, par contre les parties souterraines — un rhizome entouré de petites racines — se ressemblent. Dans la médecine hippocratique, les deux ellébores sont les évacuants par excellence de la médecine humorale hippocratique. Par contre, pour Dioscoride, en usage interne, l’ellébore blanc « purge en faisant vomir, en faisant remonter des matières de couleurs diverses » (IV, 148), alors que l’ellébore noir vise particulièrement le traitement « des épileptiques, des atrabiles, des fous, arthritiques et paralytiques » (IV, 168). En se basant sur sa reconstruction du manuscrit, Wellmann sépare les deux ellébores. Toutefois, remarque Riddle, il existe une autre édition de Dioscoride du XIXe siècle, celle de Curtis Sprengel (1829-1830), qui place les deux ellébores en ordre séquentiel (IV, 148-150). Si la reconstruction de Wellmann est la bonne, il se pourrait que la séparation des deux ellébores reflète l’évolution de la thérapeutique durant les cinq siècles qui séparent Dioscoride d’Hippocrate.
En ce qui concerne les animaux, les fiches II 3-11 regroupent les animaux qui, comme moules, coques, murex, escargots, crabes (soient des mollusques bivalves, gastéropodes et des crustacés), sont tous dotés d’une coquille ou d’un exosquelette imprégné de carbonate de calcium. Tous ces animaux sont calcinés afin de récupérer une poudre ou des cendres, que Dioscoride prescrit pour les problèmes dermatologiques ou digestifs.

## La réception de l’œuvre

### Évolution des professions médicales

#### Changement de statut du médecin
Né dans la périphérie orientale de l'empire romain, Dioscoride rassemble les connaissances grecques en pharmacologie des différentes régions de l'empire et en fait une nouvelle synthèse qui constituera un aboutissement, longtemps indépassable. Bien que les conditions de la réception de ce travail ne fussent pas très favorables au centre de l'empire (comme nous l’avons vu ci-dessus), la situation allait bientôt changer.
L'acceptation de la médecine grecque fut favorisée par l'arrivée à Rome, en 91 avant J.-C., d'Asclépiade de Bithynie un médecin grec, sensible à la philosophie épicurienne, qui prônait une thérapeutique tout en douceur. Ce praticien de l'art médical réussit à séduire enfin les Romains en prescrivant à ses patients de la gymnastique, des bains, de l'eau fraîche et du bon vin. Attirés par sa notoriété, les nombreux médecins formés dans l'orient grec vinrent à sa suite s'installer à Rome. Avec l'afflux de médecins grecs compétents, l'attitude de l'État romain allait évoluer en leur faveur. Finalement aux IIe et IIIe siècles de notre ère, la profession médicale trouvera une organisation stable et définitive.
À Rome, les médecins libéraux exerçaient leur art dans la medicatrina, à la fois cabinet de consultation et herboristerie. Ils recevaient les patients, en mettaient certains en observation et vendaient aussi leurs remèdes, élaborés par le pharmacopole. Le meilleur praticien n'étant rien sans un remède convenable, l'association médecin-pharmacopole ne put que se renforcer et le pharmacopole évolua progressivement vers l'apothicaire des débuts du Moyen Âge.

#### Changement du statut du pharmacopole
Longtemps le pharmacopole a traîné la mauvaise réputation des marchands ambulants. La plus ancienne mention conservée du pharmakopôlès se trouve chez Critias, un philosophe athénien du Ve siècle avant notre ère. Il est décrit au milieu des vendeurs de curiosités, des marchands de légumes, des oiseleurs ou vendeurs d'aiguilles. Sur les marchés, le pharmacopole avait acquis la réputation d'un bonimenteur impénitent.
En s'associant à la médecine rationnelle, dont Hippocrate est le père fondateur, le camelot vendeur de remèdes allait devenir un professionnel de la santé respectable. Les travaux de Théophraste, Nicandre et Dioscoride, favorisèrent la transmission des connaissances des plantes médicinales et popularisèrent la thérapeutique par les simples. Puis vint Galien, le dernier des grands médecins créateurs de l'Antiquité, le deuxième père fondateur de la médecine antique après Hippocrate. Ces travaux de médecine savante combinés à l'attirance du public pour les simples vont conférer une légitime célébrité à certains pharmacopoles.
L’œuvre immense de Galien de Pergame, au IIe siècle, fournit des témoignages éloquents de cette évolution. Parmi les différents métiers au service du médecin, il cite le rhizotome, « coupeur de racines », préposé « à la défense et à la réalisation de la bonne santé ». À plusieurs occasions, Galien cite des recettes de médicaments qu'il reconnaît comme efficaces, mis au point par des rhizotomes ou des pharmacopoles. Ainsi une « pastille contre le mal de tête » dont l'inventeur était un certain Antonius, Αντώνιος ό ῥιζοτόμος, « ayant une grande expérience dans l'emploi des médicaments », ou encore le « remède extraordinaire pour le foie » du rhizotome Pharnakès, poussé à cette découverte par sa propre souffrance. Seul comptait l'évaluation du médecin compétent pour juger d'un remède, peu importait qui l'avait mis au point.
L’œuvre de Galien témoigne de l'expansion extraordinaire du marché des simples aux Ier et IIe siècles de notre ère.

## Transmission du texte
Le texte grec du traité De materia medica nous a été transmis directement par une dizaine de papyrus et une soixantaine de manuscrits sur parchemin. Il nous est aussi parvenu indirectement par de nombreuses traductions en latin, quatre traductions en arabe, trois traductions persanes et de nombreux extraits en syriaque. L'arrivée du papier en Europe par Al-Andalous puis la création de l'imprimerie à caractères mobiles par Gutenberg (vers 1440) vont permettre une large diffusion de l'ouvrage de Dioscoride en grec, latin et dans les langues européennes modernes.

### Histoire du texte grec
L'ouvrage de Dioscoride fut surtout connu dans l'Empire romain dans sa version en langue grecque. Le manuscrit circula très rapidement dans tout le bassin méditerranéen, d'Égypte à Constantinople, de Syrie à Rome. Il revêtit des formes textuelles extrêmement différentes, variant suivant le nombre de notices (de 100 à 900 environ), de livres (de 1 à 9) ou de classement (alphabétique, thématique) et la présence ou non d'illustrations.

#### Les Dioscoride sur rouleaux de papyrus auxIIeetIVesiècles
La version originelle du De materia medica était écrite sur rouleau de papyrus. On connaît actuellement quatre rouleaux de papyrus contenant des fragments très limités de l’œuvre.

Au IIe siècle : papyrus Aberdeen 8, Köln VII 312, Michigan inv 3.

Au IVe siècle : papyrus Leiden X

Le papyrus Michigan inv 3, détenu à l'université du Michigan, Ann Arbor, constitué du fragment II, 76, a été composé dans la seconde moitié du IIe siècle.

#### Les Dioscoride grecs en cinq livres

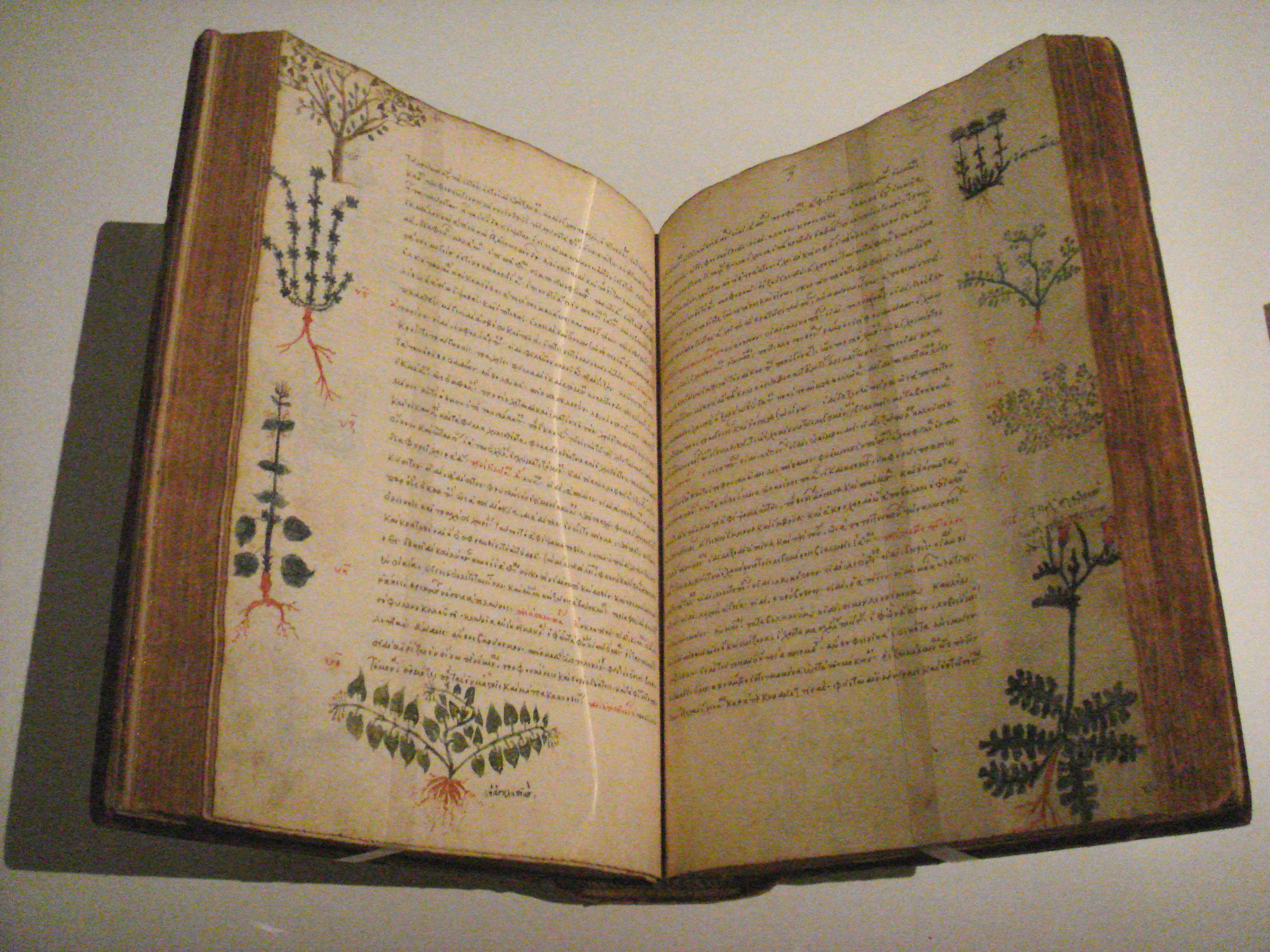
Dioscoride grec de Byzance XVe siècle.

Paradoxalement, les manuscrits préservés qui sont jugés par les philologues (comme Max Wellmann (de) et Marie Cronier) comme les plus proches du texte originel, ne correspondent pas aux manuscrits les plus anciens. Seule l'analyse philologique des longues chaînes de copies (arbre de filiation ou stemma codicum) permet d'estimer celles dont la source est la plus ancienne (avec parfois pour uniques témoins préservés des copies assez récentes).
Les manuscrits du groupe dit syro-palestinien étudiés par Cronier, sont composés de cinq livres regroupant les simples suivant leur nature et leurs propriétés. Ils comportent 800 notices (appelées aussi chapitres) signalées par une numérotation continue.
Les deux manuscrits les plus représentatifs sont le Parisinus gr. 2179 (situé à Paris, Bibliothèque Nationale) et le Laurentianus 74, 23 (à Florence, Bibliothèque Laurentienne). Le Parisinus gr. 2179 a été réalisé en milieu gréco-arabe à la fin du VIIIe siècle, probablement dans un monastère chrétien nestorien de Jérusalem. Parvenu en Italie vers le XIIe siècle, il fut vendu à un ambassadeur de France à Venise au XVIe siècle. C'est un manuscrit de luxe, réalisé avec une extrême minutie, écrit en majuscules sur un codex de parchemin et comportant 415 illustrations de plantes.
L'autre manuscrit important de ce groupe est le Florentinus Laurentianus 74, 23 qui constitue le seul exemplaire complet des cinq livres originaux de Dioscoride. Daté du début de XIVe siècle, réalisé probablement à Constantinople, cette copie présente un état textuel fort ancien, provenant d'un ancêtre commun en majuscules avec le Parisinus gr. 2179. Il est à l'origine de la grande majorité des copies réalisées aux XIVe et XVe siècles.

#### Les «Dioscoride alphabétiques» grecs: les Herbiers alphabétiques
En l'absence de sommaire ou d’index, la recherche d'une drogue dans le traité De materia medica, pouvait s'avérer difficile pour le praticien médical. C'est pourquoi Oribase, un médecin grec du IVe siècle, originaire de Pergame comme Galien, proposa dans son ouvrage Collection médicale (en grec ancien Ἰατρικαὶ Συναγωγαί) un classement alphabétique des notices de Dioscoride. Il fournit par ordre alphabétique, dans les livres XI et XII, les médicaments simples issus des plantes et dans le livre XIII les médicaments d'origine minérale.
Galien qui s'appuyait sur les descriptions des drogues données par Dioscoride, les classa aussi par ordre alphabétique. Il jugea très positivement la description des simples fournie par Dioscoride mais blâma la partie purement médicale de chaque notice.

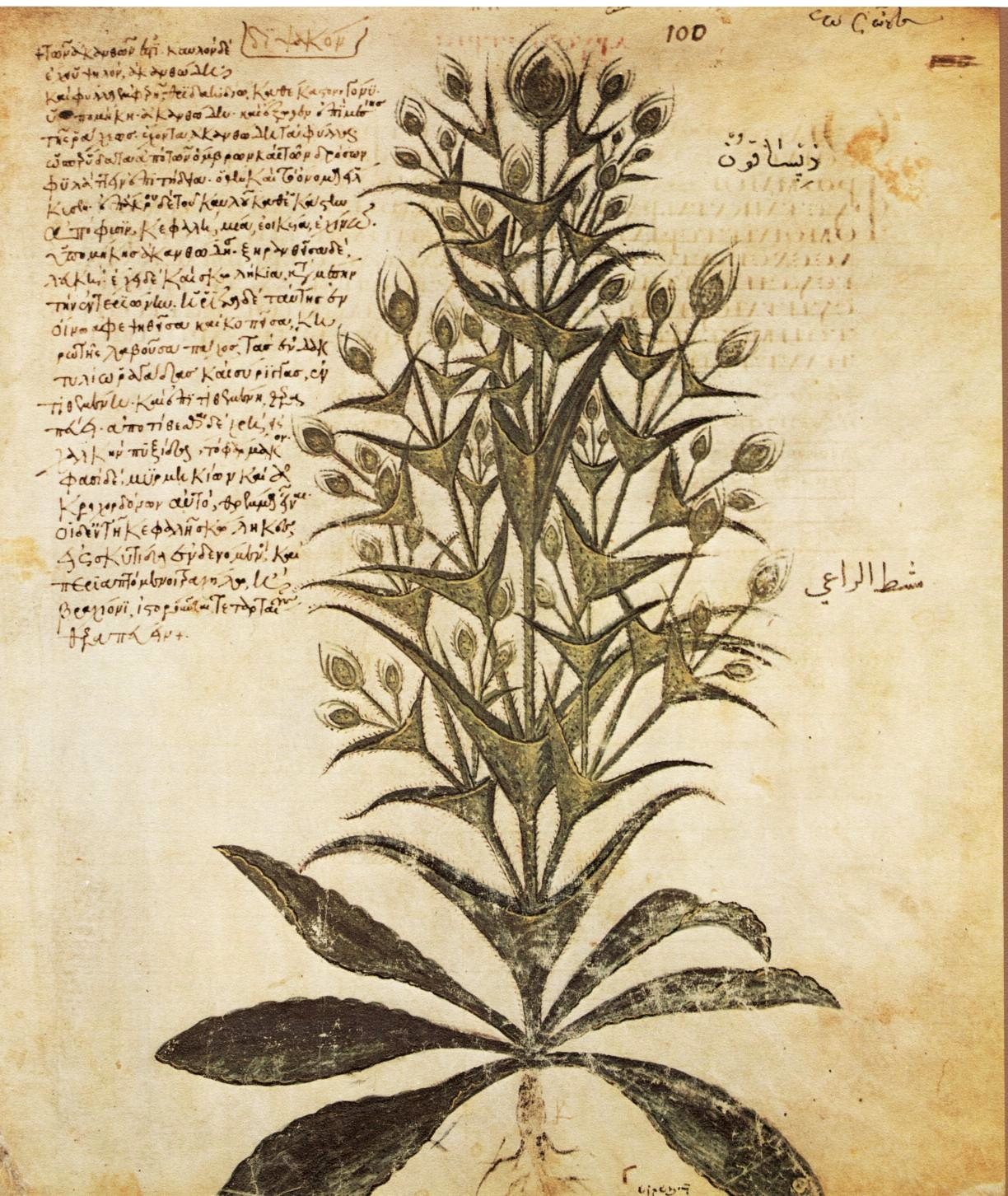
Le manuscrit en grec, Codex medicus Graecus, dit Dioscoride de Vienne (vers 512), comporte 383 illustrations botaniques, comme celle-ci du chardon à foulon, (Dipsacus fullonum), avec annotations en arabe.

Par la suite, un certain nombre de notices sur les plantes furent extraites du Traité de Dioscoride et publiées par ordre alphabétique, sous le nom d’Herbier alphabétique grec. Ce manuscrit a probablement été réalisé à la fin du IIe siècle ou au début du IIIe siècle en Italie. Les deux manuscrits nommés le Dioscoride de Vienne et le Dioscoride de Naples sont à l'origine de tous les autres représentants de ces Herbiers alphabétiques.
Le plus ancien manuscrit de ce type connu à ce jour, est Vindobonensis medicus graecus 1, dit le Dioscoride de Vienne, conservé actuellement à Bibliothèque nationale autrichienne à Vienne en Autriche. Ce manuscrit fut offert à la princesse Anicia Juliana, de la branche constantinopolitaine des Anicii, fille de l'éphémère empereur d'Occident (472), Flavius Anicius Olybrius,. Les habitants d'un faubourg de Constantinople passèrent commande du volume pour remercier la princesse d'avoir fait édifier en 512 une église dans leur quartier.
Connu aussi sous le nom de Codex Vindobonensis, ce manuscrit décrit 435 plantes médicinales, énumérées dans l'ordre alphabétique avec indication de leurs propriétés pharmacologiques, de leur utilisation et avec leurs illustrations en couleurs.
Au cours des siècles suivants, l'original de ce manuscrit a été abondamment utilisé comme ouvrage de référence et a souvent été recopié. On trouve sa trace au XIIIe siècle dans la bibliothèque xénon du Kral jouxtant le monastère Saint-Jean Prodrome (quartier de Pétra, à Constantinople) où en 1350, un moine du nom de Néophitos (Néophyte Prodroménos) l'a copié. Une de ces copies se trouve d'ailleurs à la Bibliothèque nationale de France (Parisinus gr. 2286). Elle comporte 24 plantes de moins que le Codex Vindobonensis
En 1453, lorsque Constantinople tombe entre les mains des Turcs, le manuscrit continue à être apprécié par les nouvelles autorités et est consulté par de nombreux médecins qui laissent des annotations en langues persane, turque et arabe.
Au XVIe siècle, le manuscrit arrive entre les mains de Hamon, le médecin juif de Soliman le Magnifique. L'ambassadeur de Ferdinand Ier, Augier Ghislain de Busbeck, déclare l'avoir trouvé chez Hamon, l'avoir acheté et offert à l'empereur Maximilien II du Saint-Empire. C'est cette copie qui est conservée actuellement à Vienne, et qui a reçu de multiples dénominations : Dioscoride de Vienne ou Codex Vindobonensis, Codex Constantinopolitanus, Codex Byzantinus, Codex Aniciae Julianae. Elle présente l'énorme intérêt pour l'identification des plantes, de fournir un grand nombre d'illustrations en couleurs et de donner des listes de synonymes pour la plupart des plantes. Il est d'ailleurs probable que les illustrations proviennent du Traité d’herborisation, le Rhizotomikon, de Cratevas. Le manuscrit a reçu en marge de nombreuses gloses, annotations et transcriptions en minuscules byzantines, latines, persanes et hébraïques qui nous éclairent sur les pérégrinations de l’œuvre avant son arrivée à la Bibliothèque Impériale de Vienne.
Bien que très ancien, ce volume qui a actuellement plus de 1 500 ans, nous livre un herbier assez remanié.

### Histoire des traductions latines, syriaques, arabes et persanes

#### Premières traductions latines auIIIesiècle, puis auVIIIesiècle
À Rome, l'hellénisme qui brillait encore à l'aube du Ve siècle, ne survit pas à la prise de la ville par Alaric. Après la chute de Rome en 476, l'Empire byzantin reconquiert l'Afrique du Nord vandale puis l'Italie.
Le traité de Dioscoride était connu à Rome au moins à l'époque de Galien. Mais à cette époque, la culture grecque disparaissait progressivement du monde occidental et pour demeurer exploitables, les textes médicaux de l'Antiquité devaient être traduits en latin. C'est ce qui advint de l'ouvrage de référence de Dioscoride, traduit en latin sous le nom De materia medica.
La plus ancienne mention de Dioscoride dans la littérature latine, se trouve dans Ex herbis femininis, attribué à Gargilius Martialis, un auteur du milieu du IIIe siècle. Sur les 71 chapitres de l’œuvre, les 34 premiers ont pour source Dioscoride mais on ne sait s'ils ont été traduits par Martialis ou quelqu'un d'autre. Pour localiser l'œuvre, on peut se rappeler seulement que Gargilius Martialis vécut dans la colonie romaine d'Auzia (Sour El Ghozlane, Algérie) où il mourut en 260.
Les secondes traductions latines connues à l'époque ancienne se trouvent dans la famille des manuscrits dits de Dioscoride Longobardus dont les deux représentants les plus significatifs sont le Monacensis Clm. 337 (au Xe siècle) et le Parisinus lat. 9332 (fin du VIIIe siècle Fleury-sur-Loire, près d'Orléans). Les études philologiques suggèrent qu'ils pourraient dériver d'un modèle commun aujourd'hui disparu.
Le Codex Monacensis 337, de la Bayerische Staatsbibliothek à Munich (Allemagne) est écrit dans la graphie typique de Bénévent (Italie), il peut donc être attribué à la région de Naples au Xe siècle. Il est formé de cinq livres, avec des notices numérotées de manière indépendante, et comporte d'abondantes illustrations. Le Parisinus lat. 9332, conservé à la BnF, comporte 869 notices (chapitres) et remonterait au VIIIe siècle.
On ne sait pas d'où provenait leur ancêtre commun, mais on sait qu'aux Ve et VIe siècles les deux centres principaux de traduction du grec en latin sont en Afrique du Nord et en Italie du Nord. Ces manuscrits furent largement diffusés de la fin du VIIIe siècle au début du Xe siècle.
Les exhortations de Cassiodore (485-580), le fondateur du monastère de Vivarium en Calabre (Italie du Sud) à ses moines ont souvent été discutées. À ses moines désireux de s'instruire en botanique et en médecine mais peu portés sur la langue grecque, il leur dit qu'ils peuvent pour cela s'aider d'un Herbier de Dioscoride où sont merveilleusement décrites et traitées les herbes des champs. Doit-on comprendre qu'il existait dès cette époque un Herbier de Diocoride en latin ? Cassiodore ne le dit pas. Les spécialistes, avec Marie Cronier, pensent que ce passage pourrait faire référence au De herbis femininis ou bien à une compilation illustrée de Dioscoride en latin.
Cette chaîne de copies latines fut remaniée au XIIe siècle et donna des textes avec classification alphabétique, appelés Dyoscorides (avec un y), en relation avec l'école de médecine de Salerne. Ces textes furent enrichis d'additions venant de l’Alfabetum Galieni, un herbier médicinal du Haut Moyen Âge et d'Oribase, voire d'auteurs arabes. La Bibliothèque nationale de France possède trois exemplaires de ces Dioscoride latins alphabétiques. Contrairement aux autres Dioscoride alphabétiques, ces manuscrits englobent toutes les substances décrites par Dioscoride, aussi bien les végétaux que les animaux, les huiles, les onguents et les vins.
Jusqu'au XIe siècle, en Europe, la médecine était enseignée dans les monastères et collégiales. Au siècle suivant, Hippocrate, Dioscoride et Galien commencent à être enseignés dans des centres spécialisés comme Paris ou Montpellier. La médecine se sépare dès lors des autres disciplines pour faire l'objet d'études tout à fait distinctes.
Dioscoride apparaît comme un auteur de référence. Mais contrairement à beaucoup d'auteurs classiques, son œuvre n'a pas été redécouverte à la Renaissance, car il n'a jamais cessé de circuler en Europe. Toutefois, il fut connu le plus souvent au Moyen Âge latin sous forme de courtes compilations illustrées et rarement dans sa forme complète et originelle.

#### Dioscoride en syriaque
Les premières traductions dans une langue sémitique du De materia medica de Dioscoride furent faites en syriaque, une langue araméenne parlée à Édesse.
On ne connaît pas de texte complet de Dioscoride traduit en syriaque.
Une trace se trouve chez le lexicographe jacobite Bar Hebraeus (1226-1286) qui aurait écrit en syriaque un résumé de la Matière médicale de Dioscoride.
L'étude philologique de plusieurs traductions en arabe de Dioscoride a permis de remonter la filiation des traductions du grec au syriaque puis à l’arabe. Ainsi, le manuscrit arabe Parisinus ar. 4947 daté du XIIIe siècle (conservé à Paris) ainsi que sa copie Topkapi Ahmet III 2147 (Topkapı, Istanbul) sont des formes extrêmement abrégées de la Matière médicale de Dioscoride pouvant s'expliquer par la double traduction du grec en syriaque puis du syriaque en arabe.
La préface du manuscrit de la bibliothèque Ahmed III ar. 2147 indique que la traduction a été effectuée du grec au syriaque par Gabriel b. Bocht-Ichô au IXe siècle.
Une autre traduction en arabe, due à Mihrân b. Mansur, est partie aussi d'une traduction en syriaque. Elle est connue par le manuscrit de Mashhad (Iran) réalisé au XIIIe siècle et par sa copie Ahmet III 2147. Les phytonymes sont souvent en syriaque, indiquant par là que le traducteur ne connaissait pas leurs équivalents en arabe.

#### Dioscoride en arabe auIXesiècle
Le traité Περὶ ὕλης ἰατρικῆς de Dioscoride fut traduit du grec en arabe à Bagdad au milieu du IXe siècle, par Stéphane, fils de Basile (Stephanos ibn Basilos, Istifân b. Basîl), un disciple de Hunayn. Le prénom et l'ascendance de Stéphane en font probablement un chrétien nestorien dont la langue maternelle était le grec (et non l'arabe). Il donna une traduction assez pesante, reproduisant les tournures du texte source. Stéphane eut aussi beaucoup de mal à trouver le nom des plantes en arabe et dut souvent recourir à une simple translittération des termes grecs dans l'alphabet arabe.
Les manuscrits arabes indiquent que la traduction de Stéphane fut révisée par Hunayn (Abi Zayd Hunain ibn Ishâq, 809-877) mais Cronier reste sceptique sur l'apport véritable de Hunayn. Celui-ci, d'origine nestorienne, était le médecin officiel du calife abbasside al-Mutawakkil de Bagdad.

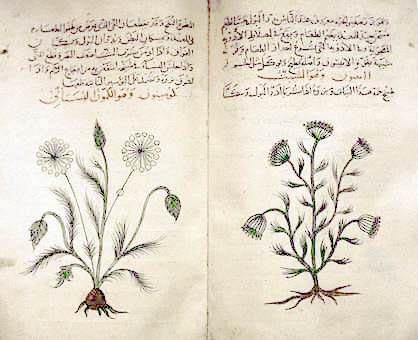
Livre arabe des remèdes simples d’après le De materia medica de Dioscoride. Le cumin et l'aneth. C. 1334, par Kathleen Cohen's au British Museum de Londres.

La traduction de Stéphane et Hunayn, connue sous le nom de Livre des plantes médicinales (Kitâb al-Hashs' sish fi Mawâdd al-Ilâj), se répandit dans le monde arabo-musulman et devint le fondement de la pharmacopée musulmane.
L'Occident latin n'a jamais connu de traduction en latin du texte arabe de Dioscoride. L'ouvrage de Dioscoride ne fait pas partie des traductions en latin des ouvrages arabes effectués au XIe siècle par Constantin l'Africain à Salerne. Par contre des commentaires et des remaniements arabes de Dioscoride furent traduits en latin à Tolède aux XIIe et XIIIe siècles.

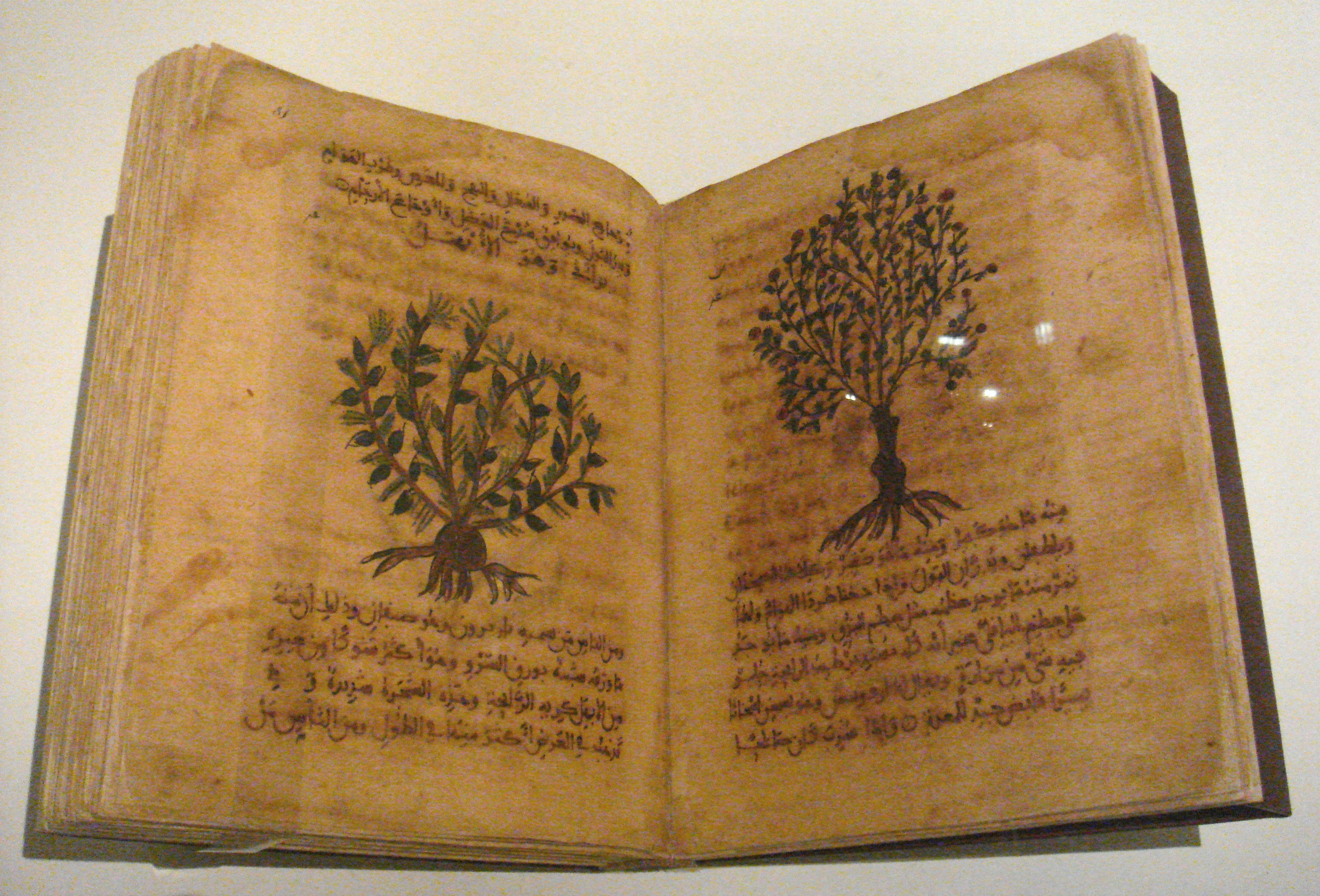
Dioscoride arabe, Espagne.

À cette époque, les contacts entre le Proche Orient et l'Europe se faisaient par l'intermédiaire de l'Al-Andalus (l'Espagne musulmane). À Cordoue, l’œuvre de Dioscoride était connue à travers la traduction de Stéphane mais d'après Ibn Gulgul, un historien de la médecine de l'époque, une version améliorée de la traduction aurait été effectuée sur place. Suivant Gulgul, sous le règne de Abd al-Rahman III, l'empereur Armanius de Constantinople envoya (vers 948-949) au calife Omeyyades de Cordoue, une ambassade chargée de cadeaux dont un Dioscoride grec richement illustré.
Le projet se forme alors d'établir une nouvelle version en comblant les lacunes lexicographiques des précédents traducteurs. Le besoin premier est alors de reconnaître les substances médicinales pour rapprocher la terminologie grecque de celle utilisée par les médecins arabo-musulmans. Comme en ces temps-là, il n'y avait personne à Cordoue sachant le grec, le calife fit venir de Constantinople, le moine byzantin Nicolas qui maîtrisait aussi bien le grec que l'arabe. Arrivé à Cordoue en 951-952, Nicolas, entouré d'érudits andalous, dont Abou Abdallah es-Siqili, travailla à améliorer la traduction des phytonymes.
Toutefois, étrangement, cette amélioration du texte par Nicolas n'a laissé aucune trace documentaire.
Une autre traduction de la version syriaque de Dioscoride en arabe fut faite par Mihrân ibn Mansur, au XIIe siècle. Laquelle fut ensuite traduite en persan par Ali ibn Sherif al-Huseyni, comme en témoigne un manuscrit de la bibliothèque du Palais de Topkapı. Cette version persane est l'aboutissement de trois traductions successives : du grec, au syriaque, à l’arabe et au persan.
Une autre traduction persane est attestée à partir de la traduction de Stéphane et Hunayn (Leidensis or. 289 conservé à Leyde). Elle aurait été effectuée en 510 de l'hégire (1116-1117).

### Renaissance, imprimerie et traductions dans les langues modernes

#### Premières impressions des Dioscoride latin et grec, en Italie en 1478 et 1499
Pendant tout le Moyen Âge, l'Europe occidentale a eu accès au texte de la grande encyclopédie pharmaceutique de Dioscoride, Περὶ ὕλης ἰατρικῆς, à travers les copies manuscrites de sa traduction latine : De materia medica, à l'exception de l'Italie du Sud, hellénophone, et de l'Espagne musulmane, arabophone.
À la fin du XVe siècle, arrivent cependant en Italie quelques manuscrits byzantins conservant la langue grecque originelle. Ils reçurent un accueil enthousiaste de la part des humanistes de la Renaissance qui cherchaient à retrouver les textes originels. L'imprimeur Alde l'Ancien de Venise se fait aider d'érudits grecs venus de Byzance, pour éditer et imprimer le texte grec de Dioscoride. L'édition aldine en grec de 1499, puis celle de 1518, seront reprises par presque toutes les éditions et traductions du XVIe siècle. L'aldine de 1499 se présente en cinq livres auxquels sont ajoutés les deux traités apocryphes des Alexipharmaques et des Thériaques, placés dans les livres VI et VII-IX. Cette édition servira à l'édition d'un Dioscoride bilingue grec-latin, parue chez Johann Bebel à Bâle et chez J. Soter à Cologne, en août 1529, et à la traduction en latin de Marcellus Vergilius en 1532. Une édition bilingue est imprimée à Paris en 1549 chez Arnold Birkmann. Toutes ces éditions reposent sur l'édition aldine dont la suprématie ne cessera qu'avec celle de Wellmann.

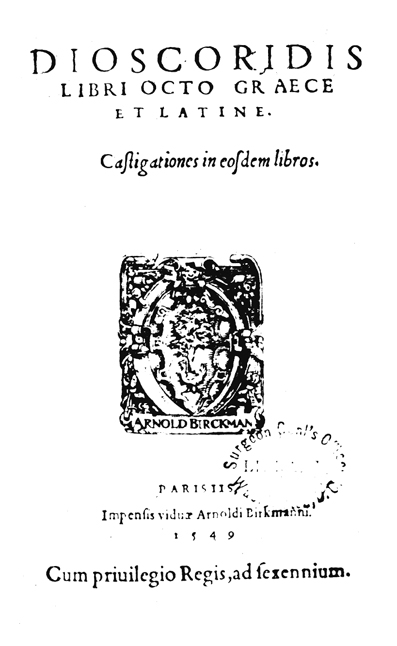
De materia medica
Page de titre
de l'édition bilingue
de 1549
(trad. de Jean Ruel)

Toutefois, la première édition de l'œuvre de Dioscoride, imprimée en 1478 à Colle en Toscane par Johannes Alemannus de Medemblick, est celle de la traduction latine de Pierre d'Abano (1250-1318,). L'effort de traduction est poursuivi sous François Ier par le doyen de la faculté de médecine de Paris, le botaniste Jean Ruel (1479-1537). Sa nouvelle traduction en latin de Dioscoride est publiée à Paris en 1516 chez Henri Estienne l'Ancien, la même année que, à Venise, celle d'Hermolao Barbaro (1384-1496). Les qualités du travail de Jean Ruel, liées à ses compétences en philologie, botanique et médecine, sont la clé du succès d'un ouvrage qui connut vingt rééditions au XVIe siècle et dont le traducteur eut pour élèves deux auteurs et autres importants traducteurs du De materia medica : Michel de Villeneuve et Andrés Laguna. L'ouvrage corrigé et réédité en 1530, deviendra un livre de référence.

#### Les Dioscoride en langues modernes à partir duXVIesiècle

##### Retour à la source
À la Renaissance, les humanistes trouvèrent le texte de Dioscoride défiguré par des siècles de copies et traductions peu fidèles. Ils cherchèrent le texte primitif pour le traduire dans les langues vernaculaires d'Europe afin qu'il soit disponible au plus grand nombre. 

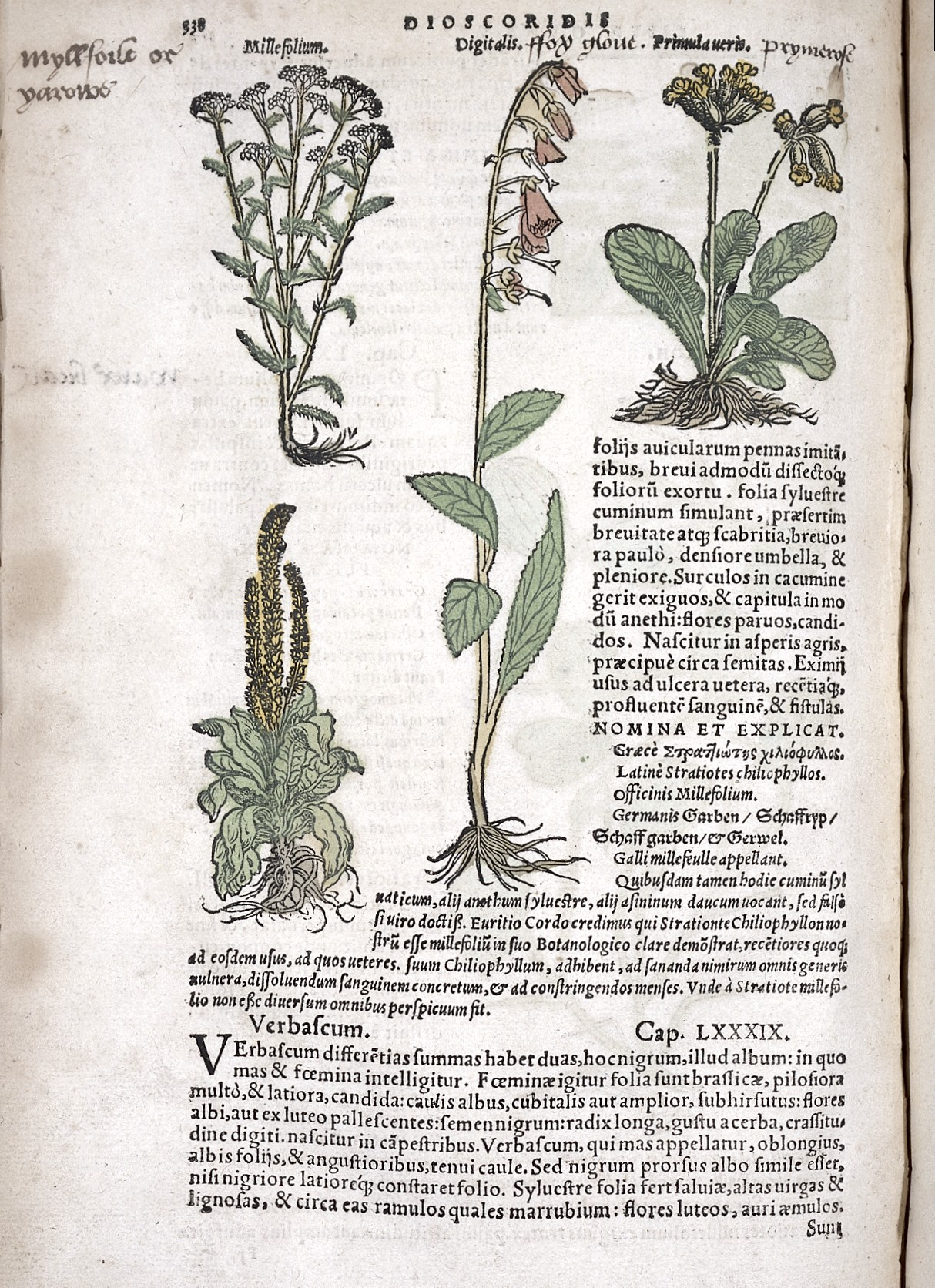
De medicinali materia libri sex, Joanne Ruellio Suessionensi interprete.

Les premières traductions du Perí ýlis iatrikís Περὶ ὕλης ἰατρικῆς dans les langues modernes ont commencé au XVIe siècle : 
- en italien en 1542 par S. Fausto da Longiano, puis en 1546 par Montagiano.
- en français en 1553 de Martin Mathée chez B. Arnoullet à Lyon[45], puis en 1669 par Ruelle le jeune.
- en espagnol en 1555 par Andrés Laguna.
- en anglais en 1655 par John Goodyer

Le Siennois Pierandrea Mattioli (1501-1577) publia à Venise une traduction commentée du Materia medica, d'abord en italien en 1544, puis en latin en 1554. Cette contribution significative au travail de Dioscoride fut traduite en français par Jean des Moulins, en 1572 et en allemand par Camerarius, en 1626. À la suite de Mattioli, d'autres botanistes ont apporté leur contribution personnelle en publiant des commentaires, comme Walther Ryff (1543) et Valerius Cordus (1561).
Au terme de 1 500 ans d'histoire, le texte de l'Aldine de Dioscoride, se retrouve comme il était à l'origine, débarrassé des scories des copistes, mais sans avoir accompagné un progrès notable dans l'identification et l'usage thérapeutique des plantes. Durant cette longue période, il fut utilisé :
- soit comme un manuscrit d'apparat richement illustré, présent à la cour de Naples, de Byzance ou de Cordoue et objet de somptueux cadeaux princiers ;
- soit en usage médical auprès des princes ou en milieu monacal, les médecins laissant en marge des annotations en diverses langues.

##### Analyse botanique et médicinale
Les progrès significatifs dans l'analyse botanique ou médicinale des simples sont faits au XVIe siècle quand les commentateurs médecins (comme Mattioli) ou botanistes (comme Pitton de Tournefort et au XVIIIe siècle avec Humphrey Sibthorp) commencent à contribuer positivement à l'avancement des connaissances. Au cours des siècles précédents, le souci des copistes semblait être de préserver un patrimoine culturel, comme ils le faisaient des classiques de la littérature. Les commentaires n'étaient que des exégèses savantes d'une œuvre canonique indépassable.
Les efforts de Mattioli pour identifier les plantes décrites dans le Materia medica, se sont poursuivis au XVIIe siècle avec Joseph Pitton de Tournefort qui fit un long voyage au Levant en 1700-1702, jusqu'aux frontières de la Perse, pour herboriser sur les pas de Dioscoride. L'esprit d'ouverture et de curiosité sur le monde, propre aux philosophes des Lumières, préférant observer la nature que de s'en remettre aveuglément aux Anciens, commençait à souffler. « Il ne se proposait pas de moindres avantages pour la botanique, ayant dessein de vérifier sur les lieux, si ce que Théophraste, Dioscoride, Mattioli et les autres anciens auteurs avaient écrit des plantes, était conforme à la vérité » (Fontenelle, Abrégé historique p. 446). À la fin du XVIIIe siècle, le botaniste anglais John Sibthorp poursuit cette quête des plantes décrites par Dioscoride, et au retour de deux voyages en Grèce et en Asie Mineure, rédige une Flora Graeca, l'une des plus belles flores au monde, qui sera publiée en dix volumes entre 1806 et 1840. Après une longue période de stagnation, de régression et un lent réveil (à l'école de Salerne, puis au XIIIe siècle en al-Andalus), la botanique savante dont les grandes lignes avaient été esquissées il y a deux millénaires par Théophraste et Dioscoride, avançait à nouveau à grands pas.
Pour en revenir aux traducteurs, le médecin espagnol Andrés Laguna est aussi une figure tout à fait représentative de l'humanisme européen. Né à Ségovie, d'un médecin juif converti, il va étudier à l'université de Paris la médecine, les arts et les langues classiques. Il vit aux Pays-Bas, exerce la médecine à Metz, puis il se rend en Italie, où il est nommé docteur de l'université de Bologne. Il gagne ensuite Anvers où il publie en 1555, la version castillane de Dioscoride enrichie de commentaires substantiels, sous le nom de Pedacio Dioscôrides Anazarbeo, Acerca de la materia medicinal y de los venenos mortiferos... Cette traduction connut un immense succès en Espagne où les rééditions se succédèrent du XVIe au XXe siècle. Ce fut la principale source d'information botanique, pharmacologique et commerciale pour les pharmaciens jusqu'au début du XXe siècle.

### Œuvres
- Les Six Livres de Pedacion Dioscoride d'Anazarbe de La Matiere Medicinale: Translatez de Latin en Francois, Lyon, 1553.
- (en) R. T. Gunther, éd. The Greek Herbal of Dioscorides (Oxford University Press), 1933.
- (es) Bonne traduction espagnole en 1998 (due à Manuela Garcia Valdes).
- (en) Dioscorides. De materia medica. Five books in one volume, trad. T. A. Osbaldeston, introd. R. P. Wood, Johannesbourg (Afrique du Sud), Ibidis Press, 2000.
- (de) Pedanius Dioscorides of Anarzarbus, De materia medica, trad. Lily Y. Beck (Altertumswissenschaftlichen Texte und Studien, 38), Hildesheim, Olms, 2005. -- Traduction de référence.

### Études
- (en) Duane Isely, One hundred and one botanists (Iowa State University Press), p. 10-13, 1994.
- Alain Touwaide, « La botanique entre science et culture au Ier siècle de notre ère », G. Wöhrle (éd.), Geschichte der Mathematik und der Naturwissenschaften in der Antike, t. 1 : Biologie, Stuttgart : Steiner, p. 219-252, 1999.
- Marie Cronier, Recherches sur l’histoire du texte du De materia medica de Dioscoride, thèse, 2007.
- Stavros Lazaris, « L’illustration des disciplines médicales dans l’Antiquité : hypothèses, enjeux, nouvelles interprétations », dans La Collezione di testi chirurgici di Niceta (Firenze, Biblioteca Medicea Laurenziana, Plut. 74.7). Tradizione medica classica a Bisanzio, M. Bernabò (éd.), Rome, p. 99-109. Lire en ligne sur cnrs.academia.edu, 2010
- John Scarborough, « Introduction », dans Pedanius Dioscorides of Anazarbus, traduit par Lily Y. Beck, De materia medica, Olms - Weidmann, 2011 (ISBN 978-348714719-2).
- Stavros Lazaris, « L’image paradigmatique : des Schémas anatomiques d’Aristote au De materia medica de Dioscoride », Pallas, 93, p. 131-164 Lire en ligne sur academia.edu, 2013.